# 高等研究應用學院
高等研究應用學院（法語：École pratique des hautes études，縮寫為EPHE），創立於1868年，位於法國巴黎的大型公立機構。
約有240位教師，以及3,000名學生，高等研究應用學院之下，又分成幾個大的學院：包括地球與生命科學，歷史與科學哲學，以及宗教哲學。總部位於巴黎，但是下轄的研究單位則散布於法國各地。它可以頒發碩士與博士學位，以及博士後的特許任教資格。
于2017年加入巴黎文理大学。

## 名稱
高等研究應用學院（École pratique des hautes études），在法國口語中常被簡稱為高等研究院（法語：Hautes Études）。
漢譯校名的多樣性，是因名稱中的法語：一詞造成。在其名稱中的指的是研究方法，即其學術特色注重實驗，避免空浮，重視研究深度。EPHE文理並包，皆注重實驗。理科注重實驗室，文科注重田野調查。學生在該校做論文，所得到的文憑在法國向來享有盛譽。

## 教育制度
EPHE可以提供碩士（Bac+5）、博士（Bac+8）文凭。 可以培养博士後实习（stage postdoctoral).

## 歷史
1868年，法德戰爭前兩年，由拿破崙三世的教育部長、著名歷史學家、法國女子教育和盲人教育的開創者維克多·杜慧（Victor Duruy)，仿照當時德國注重實驗的先進科研模式，于巴黎大學內，創建了高等研究院。
在性質上，EPHE屬於大型國立研究與高等教育機構（Grand Établissement Public），直属法国高教部（dependant directement du Ministère de l'Enseignement supérieur et de la Recherche），穩定一百五十年未變。
19-20世纪，在西方学术史中，EPHE是索緒爾語言學派（索緒爾-居斯塔夫纪尧姆-海然熱）、年鑑學派、結構主義、符號學派的大本營。莫斯社會學、拉康心理學、杜梅齊爾神話學、韋爾南希臘學、巴贊突厥學，19-20世紀，有世界級影響的法國學者，多在巴黎大學高等研究院EPHE長期任教。如亞述學泰斗蒲德侯，希臘學泰斗韋爾南，埃及學泰斗加斯東馬伯樂（Gaston Maspero）、Jean Yoyotte，梵学泰斗西爾万列维（Sylvain Levi）等。索緒爾的法國十年，皆是在EPHE執教。費爾南·布勞岱爾1938年進入EPHE最負經典盛名的第四系執教（IV Section, Section des Sciences historiques et philologiques  歷史科學與古文字學系），開始撰寫年鑒學派名著《地中海与菲利普二世时代的地中海世界》（La Mediterranee et le Monde Mediterraneen a l'Epoque de Philippe II）。克勞德·李維-史陀在EPHE執教長達四分之一個世紀，其理論代表作幾乎皆在該校寫成。EPHE成為教授入選法蘭西學院院士最多的學校之一。諸多EPHE教授直至入選最高榮譽機構法蘭西學院後，仍同時保留在EPHE繼續任教。如費爾南·布勞岱爾、克勞德·李維-史陀、罗兰·巴特、以及現仍健在的院士語言學家海然熱、中日佛學專家羅禪能（Jean-Noel Robert）等。
1975年，EPHE生出EHESS。EHESS原是EPHE的第六系。原因是二戰後EPHE的第六系（6e Section de l'EPHE）因其新學科特色獲得大發展而過於臃腫。除了第六系獨立分出，EPHE仍保持其他院系。如傳統經典學科的三系、四系、五系。EPHE第四系（4e Section）教授布羅代爾與呂西安·費弗爾的弟子、講席繼承人勒高夫（Jacques Le Goff），在其自身於EPHE任教十五年後（1960-1975），於1975年將EPHE的第六系（6e Section）社會學系獨立為EHESS，特色是新興學科。然而，EPHE中的傳統經典學科“西方古典學”仍保存在EPHE中：如埃及學、希臘學、拜占庭學、亞述學、閃學、各國宗教哲學等。即第三系（3e Section）地球與生命科學系、第四系（4e Section）歷史學與古文字學系、第五系（5e Section）各國宗教哲學系之格局仍在EPHE中完整保持，一如一百五十年傳統未變。該校提供全球稀有高端學科，作為普通高校的補充。如埃及學、拜占庭學、亞述學、突厥學、日本學、梵學、漢學等高端冷門學科，遠非一般普通高校所需開設之專業。由此原因，自十九世紀中葉以來，EPHE即是法國歷史最悠久的頭號漢學重鎮。尤以法國敦煌學著稱。代表作有謝和耐（Jacques Gernet）在EPHE畢業之博士論文《中國5-10世紀的寺院經濟》、童丕（Trombert Eric）在EPHE畢業之博士論文《敦煌的借貸文書——中國中古時代的物質生活與社會》等漢學名著。後來法國其他普通高校的新設中文系，幾乎皆是由EPHE教授所創立。如謝和耐1975年開創的巴黎七大之中文系。法國過去頭號漢學家幾乎都在EPHE畢業執教。從戴密微到謝和耐，從伯希和到馬伯樂，從石泰安到汪德邁，從康得謨到施舟人。
1976年，香港國學大師饒宗頤赴巴黎，師從EPHE第四系教授（4e Section）——法國亞述學第一人蒲德侯學習蘇美爾巴比倫楔型文字，出版有《近東開闢史詩》（饒宗頤，臺北新文豐出版社，1991）。1976年和1993年，饒宗頤兩次受EPHE第五系（5e Section）宗教哲學系研究主任施舟人教授邀請，赴巴黎講學，於此時二人產生“中華五經翻譯”（Wujing Project）之理念發願。1993年，饒宗頤被授予法国名校巴黎大學高等研究院EPHE建校一百五十年以來第一位亞裔榮譽博士（Docteur Honoris Causa de l'EPHE PARIS 1993）[16]。法蘭西學院首位華裔院士程抱一Francois Cheng（程紀賢Cheng Chi-hsien）於1962-1970年間在EPHE學習八年，獲得碩士文憑Diploma of EPHE（法文：Diplome de l'EPHE，程度：碩士BAC+5，性質：公立大學文憑Diplome universitaire （页面存档备份，存于）），於1970年出版其成名作——碩士論文《張若虛詩之結構分析》[17]（Francois Cheng （Cheng Chi-Hsien）, Le travail a ete presente sous la direction de Alexis Rygaloff pour le diplome de l'Ecole Pratique des Hautes Etudes en 1969, << Analyse formelle de l'oeuvre poetique d'un auteur des Tang Zhang Ruo-xu >>, Edition EPHE - PARIS MOUTON, 1970.)除導師外，該論文答辯評委會委員是羅蘭·巴爾特、謝和耐[18]。該書出版後很快受到同校教授列維·斯特勞斯、茱莉亚·克莉斯蒂娃、拉康、格雷玛斯、罗兰·巴尔特等名人的賞識[19]。由此開始程抱一（Francois Cheng）與拉康的對話。因為EPHE濃厚的“西方經典國學”定位，2008年，“法國高等研究院（EPHE）院長（Jean-Claude Waquet）一行訪問中國人民大學國學院”。[20]

## 著名成員
索緒爾[01]、蒲德侯[14]、費爾南·布勞岱爾[02][12]、克勞德·李維-史陀[03][04]、罗兰·巴特[05]、雅各·拉岡[06]、杜梅齊爾[07]、西尔万·莱维、马瑟·牟斯、呂西安·費弗爾[12]、加斯東·馬伯樂、Jean Yoyotte、海然熱、羅禪能、韋爾南[10]、阿兰·图赖讷[11]、布爾迪厄[11]、路易·巴贊、謝和耐、戴密微、伯希和、亨利·馬伯樂、葛蘭言、康德谟、石泰安、施舟人、汪德邁、戴仁、童丕等。
華人中，曾在EPHE畢業或執教者：程抱一[17]、饒宗頤[16]、張廣達[21]、封從德[22]。

## 外部連結
- 高等研究應用學院官方首頁 （页面存档备份，存于）